# Z4-Plan
Der Z-4-Plan steht für den „Zagreb 4 Friedensvorschlag“ zur Beendigung des Kroatienkrieges. Der Vorschlag wurde von der Zagreb 4-Gruppe (auch bekannt als Mini-Kontaktgruppe) in Zusammenarbeit mit dem UN-Sicherheitsrat ausgearbeitet und Anfang 1995 vorgestellt. Er hatte die friedliche Reintegration der sogenannten Republik Serbische Krajina in den kroatischen Staat und damit die Wiederherstellung der territorialen Integrität Kroatiens zum Ziel.

## Beteiligte
Die Zagreb 4-Gruppe bestand aus Vertretern der USA, Russlands, Frankreichs und Deutschlands. Ihr Plan wurde nie umgesetzt, da er von der Führung der Krajina-Serben abgelehnt wurde. Milan Martić weigerte sich sogar, das Dokument überhaupt zu empfangen. Stattdessen wurde eine Vereinigung mit der Republika Srpska und Serbien angestrebt. Von kroatischer Seite aus stand Franjo Tuđman dem Plan aufgrund der angestrebten umfangreichen Autonomierechte für die Krajina-Serben grundsätzlich skeptisch gegenüber, betrachtete ihn jedoch als Basis für weitere Verhandlungen.

## Überblick
Zielsetzung des Planes war die Wiedereingliederung der sogenannten Republik Serbische Krajina nach Kroatien und die Einrichtung einer weitreichenden Autonomie für die Krajina-Serben. Die Autonomierechte des Plans bestanden im Wesentlichen aus umfangreicher kultureller Autonomie (eigene Schrift, Schulen, Regionalflagge) sowie teilweiser politischer Autonomie durch ein eigenes Regionalparlament, einen Präsidenten und eine Polizei. Eine komplette Demilitarisierung war vorgesehen. Darüber hinaus sah der Plan die Rückkehr aller kroatischen Vertriebenen in ihre Heimatorte vor.

## Reaktionen
Die Republik Serbische Krajina weigerte sich, den Plan zu akzeptieren, weil dadurch eine Wiedereingliederung nach Kroatien vorgesehen war. Die Behörden in Belgrad hätten den Plan unter der Bedingung akzeptiert, dass die Sanktionen gegen Jugoslawien aufgehoben werden.
Die serbische Ablehnung des Plans war ein wesentlicher Grund für die westlichen Staaten und insbesondere die USA, Kroatien offen militärische Unterstützung zur Rückeroberung des Krajina-Territoriums zu geben.